# Amy Seimetz
Amy Seimetz és una actriu i cineasta estatunidenca. Ha aparegut en diverses produccions, incloses les sèries d’AMC The Killing, de HBO Family Tree, i pel·lícules com Upstream Color, Alien: Covenant, Pet Sematary, i No Sudden Move.
A més de la seva carrera d'actriu, ha dirigit, escrit i produït diverses pel·lícules, com ara Sun Don't Shine del 2012 i She Dies Tomorrow del 2020. El 2015, va co-escriure, codirigir i produir la sèrie de Starz The Girlfriend Experience, basada en pel·lícula del mateix nom de Steven Soderbergh.

## Primera anys i educació
Seimetz va néixer a Florida i va créixer principalment a Tampa-St. Petersburg. Té ascendència ucraïnesa i també va passar part de la seva infància a Ucraïna. Va assistir breument a l'escola de cinema a la Universitat Estatal de Florida abans de traslladar-se a Los Angeles. Allà, va treballar com a mainadera, cambrera i modista mentre aprenia a fer cinema.

## Carrera
Seimetz va començar la seva carrera cinematogràfica produint i dirigint curtmetratges i pel·lícules independents, inclosa Medicine for Melancholy de Barry Jenkins, que va ser nominada als Premis Gotham i Independent Spirit després de projectar-se al South By Southwest i el Festival Internacional de Cinema de Toronto. Va protagonitzar Alexander The Last de Joe Swanberg, que es va estrenar a SXSW. També va treballar amb Swanberg a Silver Bullets i Autoerotic, continuant amb papers d'actuació a Gabi on the Roof in July , Tiny Furniture, Open Five, i The Myth of the American Sleepover.
L'actuació de Seimetz a A Horrible Way to Die li va guanyar el premi a la millor actriu al Fantastic Fest. La pel·lícula es va estrenar al Festival Internacional de Cinema de Toronto amb bones crítiques.Va aparèixer a The Off Hours. Sobre ella, Los Angeles Times va escriure: "Cada any, el Festival de Cinema de Sundance té una 'it girl' semioficial que encapsula el còctel de descoberta i bullici del festival. Però què sobre algú que encarna el sentit de comunitat del món del cinema independent i l'esperit de col·laboració, una cosa semblant a un actor més valuós? Aquest premi podria ser per a Amy Seimetz."
The Hollywood Reporter va assenyalar Seimetz com una de les novetats de Sundance d'aquest any: "Com a cambrera de parada de camions nocturna i ànima perduda òrfena, Seimetz inverteix el món sense sortida de Off Hores de petites tragèdies amb una força amagada i guanyada amb esforç." Va aparèixer a Revenge for Jolly!. El 2012 va fer el seu debut com a directora amb el thriller de Florida Sun Don't Shine, que també va escriure, produir i coeditar. La pel·lícula es va estrenar a South By Southwest amb crítiques entusiastes. Indiewire va escriure: "El seu fantàstic debut com a directora va ser un exercici de noir brillant amb menys murmuracions que baralles crues. Em va fixar al meu seient d'Alamo Drafthouse i la pel·lícula m’hi va mantenir durant els següents 82 minuts."
Seimetz és l'estrella de Upstream Color i Pit Stop, ambdues estrenes al Festival de Cinema de Sundance de 2013. Al febrer, es va afegir com a sèrie habitual a la sèrie d'AMC The Killing. A la temporada 3, interpreta a Danette Leeds, una "mare soltera de vida dura i amb problemes econòmics la filla de la qual de 14 anys desapareix".
El juny de 2014, Starz va anunciar que havien encarregat una sèrie d'antologia de 13 capítols de la pel·lícula The Girlfriend Experience, coescrita, codirigida i proïda per Seimetz i Lodge Kerrigan.Això es va produir després que el creador de la pel·lícula Steven Soderbergh declarés: "Crec que si hagués de dirigir un estudi, només reuniria els millors cineastes que podria trobar i els deixaria fer dins de determinats paràmetres econòmics, doncs, trucaria a Shane Carruth, o Barry Jenkins o Amy Seimetz i els diria, d'acord, què vols fer?" Més tard, la sèrie es va renovar per a una segona temporada, i Seimetz va continuar produint, escrivint i dirigint episodis.
El 2017, Seimetz va aparèixer a Alien: Covenant, dirigida per Ridley Scott, i també va interpretar papers a Lean on Pete, dirigida per Andrew Haigh, i My Days of Mercy, amb Elliot Page. El 2018, Seimetz va protagonitzar al costat de Molly Shannon a Wild Nights with Emily  dirigida per Madeleine Olnek. Aquell mateix any, Seimetz va dirigir dos episodis de Atlanta, i va tenir un paper recurrent a la segona temporada de Get Shorty.
El 2019, Seimetz va protagonitzar Pet Sematary, una adaptació de la novel·la homònima de Stephen King. Ella va dirigir She Dies Tomorrow, protagonitzada per Kate Lyn Sheil i Jane Adams, que s'havia d'estrenar mundialment a South by Southwest el març de 2020, però va ser cancel·lada a causa de la pandèmia de COVID-19.
Seimetz va protagonitzar The Comey Rule del 2020, una minisèrie per a Showtime, i el thriller The Secrets We Keep dirigit per Yuval Alder.
El 2021, Seimetz va ser anunciada com a directora i productora executiva de The Idol; tanmateix, l'abril de 2022 havia abandonat el projecte enmig de la seva revisió creativa, amb aproximadament el 80% de la sèrie ja filmada. El seu material no es va utilitzar en el projecte final.

## Vida personal
El 2016, Seimetz es va emparellar amb el cineasta Shane Carruth, però es van separat el 2019. Més tard va obtenir una ordre d'allunyament temporal contra ell, al·legant anys d'abusos físics, mentals i emocionals, que Carruth nega. El 2020, Seimetz va rebre una ordre d'allunyament de Carruth que expirarà l'agost de 2025.

## Filmografia

### Cinema
| Any  | Títol                                            | Paper                                    | Notes                                                |
| ---- | ------------------------------------------------ | ---------------------------------------- | ---------------------------------------------------- |
| 2003 | Leaving Baghdad                                  |                                          | Curtmetratge                                         |
| 2004 | The 17th Man                                     | Bookstore Patron                         | Curtmetratge                                         |
| 2004 | Measure of Love                                  |                                          | Curtmetratge                                         |
| 2005 | The Unseen Kind-Hearted Beast                    | Georgette                                | Curtmetratge; director, productor, guionista, editor |
| 2005 | Black Dragon Canyon                              | Elizabeth Sterling                       |                                                      |
| 2006 | Wristcutters: A Love Story                       | Nina                                     |                                                      |
| 2006 | Say It                                           |                                          | Curtmetratge                                         |
| 2008 | Medicine for Melancholy                          |                                          | Productor associat                                   |
| 2008 | We Saw Such Things                               |                                          | Director, productor, editor                          |
| 2009 | Alexander the Last                               | Hellen                                   |                                                      |
| 2009 | Round Town Girls                                 | Girl #1                                  | Curtmetratge; també director                         |
| 2009 | Time's Up                                        | Deborah                                  | Curtmetratge                                         |
| 2009 | One Night Only                                   | Anna                                     | Curtmetratge                                         |
| 2010 | Gabi on the Roof in July                         | Chelsea                                  |                                                      |
| 2010 | Tiny Furniture                                   | Ashlynn                                  |                                                      |
| 2010 | Open Five                                        | Lynn                                     |                                                      |
| 2010 | The Myth of the American Sleepover               | Julie Higgins                            |                                                      |
| 2010 | Bitter Feast                                     | Katherine Franks                         |                                                      |
| 2010 | Incredibly Small                                 | Samantha                                 |                                                      |
| 2010 | Ruff Love                                        | Amy                                      | Curtmetratge                                         |
| 2010 | Despedida                                        | Leah                                     |                                                      |
| 2010 | A Horrible Way to Die                            | Sarah                                    |                                                      |
| 2011 | The Jonestown Defense                            |                                          |                                                      |
| 2011 | The Off Hours                                    | Francine                                 |                                                      |
| 2011 | Silver Bullets                                   | Charlie                                  | També productor                                      |
| 2011 | The Dish and the Spoon                           | Emma's Friend                            | També productor                                      |
| 2011 | No Matter What                                   | Laura                                    | També productor associat                             |
| 2011 | Small Pond                                       | Katie                                    |                                                      |
| 2011 | Coffee & Pie                                     |                                          | Curtmetratge                                         |
| 2011 | Autoerotic                                       |                                          |                                                      |
| 2011 | You're Next                                      | Aimee                                    |                                                      |
| 2011 | Special Things to Do                             | Sandy                                    | Curtmetratge                                         |
| 2012 | Be Good                                          | Mary Kutzman                             |                                                      |
| 2012 | Revenge for Jolly!                               | Vicki                                    |                                                      |
| 2012 | Ghost of Old Highways                            | La núvia / la bandarra / la noia del cor | Curtmetratge                                         |
| 2012 | The Possession                                   | Beth                                     |                                                      |
| 2012 | #PostModem                                       |                                          | Curtmetratge                                         |
| 2012 | Sun Don't Shine                                  |                                          | Guionista, productor, director i editor              |
| 2013 | When We Lived in Miami                           |                                          | Curtmetratge; director & editor                      |
| 2013 | Upstream Color                                   | Kris                                     |                                                      |
| 2013 | Adventures of Christopher Bosh in the Multiverse | Rollerblading Death Dolphin              |                                                      |
| 2013 | 9 Full Moons                                     | Frankie                                  |                                                      |
| 2014 | The Sacrament                                    | Caroline                                 |                                                      |
| 2014 | Lucky Them                                       | Sara                                     |                                                      |
| 2014 | I Believe in Unicorns                            | Clara                                    |                                                      |
| 2014 | The Reconstruction of William Zero               | Jules                                    |                                                      |
| 2014 | Tehachapi                                        |                                          | Curtmetratge                                         |
| 2015 | Entertainment                                    | Dona al bar                              |                                                      |
| 2015 | Ma                                               | Misty                                    |                                                      |
| 2015 | We'll Find Something                             | Kendra                                   | Curtmetratge                                         |
| 2017 | Alien: Covenant – Prologue: Last Supper          | Maggie Faris                             | Curtmetratge                                         |
| 2017 | Alien: Covenant                                  | Maggie Faris                             |                                                      |
| 2017 | Lean on Pete                                     | Lynn                                     |                                                      |
| 2017 | My Days of Mercy                                 | Martha                                   |                                                      |
| 2018 | Wild Nights with Emily                           | Mabel                                    |                                                      |
| 2019 | Pet Sematary                                     | Rachel Creed                             |                                                      |
| 2020 | Omniboat: A Fast Boat Fantasia                   |                                          |                                                      |
| 2020 | She Dies Tomorrow                                |                                          | Director, guionista i productor                      |
| 2020 | The Secrets We Keep                              | Rachel Steinman                          |                                                      |
| 2020 | Archenemy                                        | Cleo                                     |                                                      |
| 2021 | No Sudden Move                                   | Mary Wertz                               |                                                      |
| 2022 | The Last Manhunt                                 | Clara True                               |                                                      |

### Televisió
| Any          | Títol                             | Paper             | Notes                                                         |
| ------------ | --------------------------------- | ----------------- | ------------------------------------------------------------- |
| 2013         | Family Tree                       | Ally Keele        | 3 episodis                                                    |
| 2013         | Law & Order: Special Victims Unit | Lena Olsen        | Episodi: "Rapist Anonymous"                                   |
| 2013–2014    | The Killing                       | Danette Leeds     | 14 episodis                                                   |
| 2016         | Junior                            | Ellen             | 10 episodis                                                   |
| 2016–2017    | The Girlfriend Experience         | Annabel Reade     | 5 episodis; també productora executiva, guionista i directora |
| 2016–2017    | Stranger Things                   | Becky Ives        | 3 episodis                                                    |
| 2016         | Halt and Catch Fire               | Michelle Lattimer | Episodi: "NIM"                                                |
| 2018         | Atlanta                           |                   | Director, 2 episodis                                          |
| 2018         | Get Shorty                        | Jinny             | temporada 2, paper recurrent; en producció                    |
| 2020         | The Comey Rule                    | Trisha Anderson   | Minisèrie                                                     |
| 2021–present | Sweet Tooth                       | Birdie            | Paper recurrent (temporades 1–3)                              |
| 2022         | Outer Range                       |                   | Director, 2 episodis i productora executiva                   |
| 2024         | Mr. & Mrs. Smith                  |                   | Director, 2 episodis                                          |

## Premis i nominacions
| Any  | Títol                              | Premi                                                                        | Resultat    |
| ---- | ---------------------------------- | ---------------------------------------------------------------------------- | ----------- |
| 2010 | Tiny Furniture                     | Premi Gotham a la millor interpretació de conjunt                            | Nominat     |
| 2010 | The Myth of the American Sleepover | South by Southwest Premi especial del jurat al millor repartiment de conjunt | GuanyadorI  |
| 2011 | A Horrible Way To Die              | Premi Fantastic Fest a la millor actriu                                      | Guanyador   |
| 2012 | Sun Don't Shine                    | Premi Especial del Jurat South by Southwest a la nova directora emergent     | Guanyador   |
| 2012 | Sun Don't Shine                    | Premi Gotham a la millor pel·lícula que no es projecta en un cinema a prop   | Nominat     |
| 2012 | Sun Don't Shine                    | RiverRun International Film Festival Premi especial del jurat – Premi Spark  | GuanyadorII |
| 2012 | Sun Don't Shine                    | Indiewire Best de 2012 millor pel·lícula no distribuïda                      | Guanyador   |
| 2013 | Upstream Color                     | Premi Gotham a la millor actriu                                              | Nominat     |
| 2013 | Sun Don't Shine                    | Premi Gotham al millor director novell                                       | Nominat     |
| 2020 | She Dies Tomorrow                  | Premi Carnet Jove al Festival de Sitges                                      | Guanyador   |